# Phare de Horton Point
Le phare de Horton Point (en anglais : Horton Point Light), est un phare situé dans le village de Southold sur la côte nord-est de Long Island, dans le comté de Suffolk (Grand New York-État de New York).
Il est inscrit au Registre national des lieux historiques depuis le 21 octobre 1994 sous le n° 94001237 .

## Histoire
Le phare a été construit et mis en service en 1857. Le site se trouve sur une falaise de 18 mètres au-dessus du Long Island Sound. La tour a été automatisée en 1933 et est toujours opérationnelle. La lumière a été désactivée de 1933 à 1990. La fondation est en granit et le phare est construit en granit et en brique avec du stuc.
- 1790: le président George Washington commande le phare.
- 1855: Le gouvernement des États-Unis achète un terrain pour y construire le phare moyennant 550 $.
- 1857: Le phare est construit et mis en service.
- 1933: le phare est désactivé et la lumière est transférée dans une tour à claire-voie sur le rivage.
- 1934: en janvier, le Southold Park District achète les bâtiments et les terrains de phare au US Department of Commerce pour le dollar symbolique.
- 1938: le dernier gardien est resté jusqu'à l'ouragan de 1938.
- 1976: La restauration du phare a commencé.
- 1990: Une restauration majeure permet de réparer la tour à l'intérieur et à l'extérieur. La lumière fut rouverte et rallumée. La tour à claire-voie sur le rivage a été retirée.
- 1994: la propriété est inscrite au registre national des lieux historiques.
- 2007: Le phare est toujours une aide à la navigation et héberge un musée[2]. Les visiteurs peuvent monter la tour.

## Description
Le phare  est une tour quadrangulaire en granit, avec galerie et lanterne de 18 m de haut, reliée à une maison de gardien en granit et brique. La tour est blanche et la lanterne est noire avec un dôme en cuivre.
Son feu à occultations émet, à une hauteur focale de 31 m, un éclat vert d'une seconde par période de 10 secondes. Sa portée est de 14 milles nautiques. Il n'est pas équipé d'une corne de brume.

## Caractéristiques dufeu maritime
Fréquence :  10 secondes (G)
- Lumière : 1 seconde
- Obscurité : 9 secondes

Identifiant : ARLHS : USA-387 ; USCG : 1-21150 - Admiralty : J0764 .

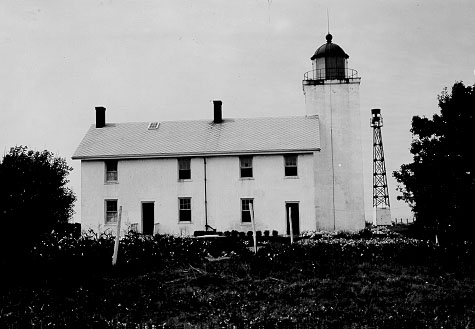
Le Phare (USCG photo)
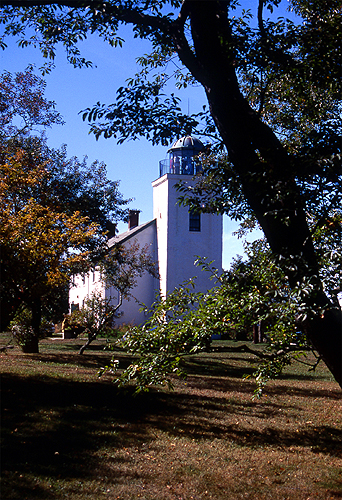
Le phare en 1995

### Lien connexe
- Liste des phares de l'État de New York